# Hoax

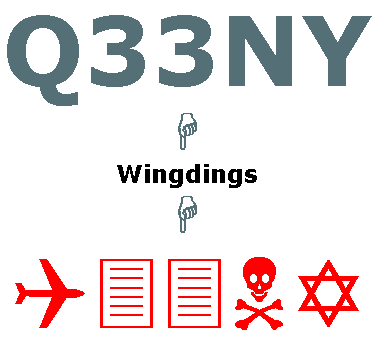
Hoax: Unter Verwendung der Schriftart Wingdings wird aus der angeblichen Flugnummer Q33NY der Flüge von 9/11 eine eindeutige Symbolfolge. Die tatsächlichen Flugnummern waren jedoch UA175 und AA11.

Als Hoax ([hɔʊ̯ks], englisch [həʊks], US-amerikanisch [hoʊks]; engl. für Jux, Scherz, Schabernack; auch Schwindel) wird heute meist eine Falschmeldung bezeichnet, die in Büchern, Zeitschriften oder Zeitungen, per E-Mail, Instant Messenger oder auf anderen Wegen (z. B. SMS, MMS oder soziale Netzwerke) verbreitet, von vielen für wahr gehalten und daher an Freunde, Kollegen, Verwandte und andere Personen weitergeleitet wird.

## Wortbedeutung
Das Wort Hoax ist zum ersten Mal 1796 belegt. Seine Herkunft ist nicht eindeutig nachgewiesen, es wird jedoch vermutet, dass es sich von Hocus ableitete, das wiederum eine Verkürzung von Hocus Pocus („Hokuspokus“) war. Frühe Beispiele für die Verwendung des Begriffs finden sich bei der Berichterstattung über den Berners Street Hoax von 1810.

## Erscheinungsformen
Ein Hoax kann auch in Form der Zeitungsente oder als Urban Legend auftreten. Auch ein Aprilscherz hat oft die Form eines Hoax. Es kursieren auch immer wieder Hoaxes im Netz, die aus diffamierenden und volksverhetzenden Gründen verbreitet wurden.
Sogenannte Charity-Hoaxes suggerieren oft einen karitativen Hintergrund und behaupten beispielsweise, dass ein bekannter Konzern ein paar Cent pro weitergeleiteter Mail zahlt, wodurch eine lebensrettende Operation finanziert werden soll.
Auch Kettenbriefe, die per E-Mail weitergeleitet werden, können zu den Hoaxes gezählt werden, denn hier existiert selten ein realer Hintergrund, der die Verbreitung rechtfertigen würde. Ein verbreitetes Beispiel dafür sind Briefe, die angeblich von den Redakteuren des MSN Messengers verschickt worden seien und die einen dazu auffordern, die Mail an möglichst viele Leute weiterzuschicken, denn nur so könne man sich in Zukunft ein Gratiskonto beim – angeblich kostenpflichtigen – MSN sichern. Ähnliche Vorfälle werden auch bei anderen Instant-Messaging-Diensten und bei Online-Netzwerken wie Facebook beobachtet.
Eine weitere Variante sind sinnlose Kettenlinks. Die betroffenen Websites enthalten kaum verwertbare Informationen, aber stets einen Link zu einer anderen Seite, die ähnlich aufgebaut ist. Die Surfer hangeln sich so von Seite zu Seite, ohne die eigentlich gesuchte Information zu finden. Ein typischer Vertreter dieser Art von Hoax ist in etlichen Blogs zu finden. Deren starke interne Verlinkung sorgt inzwischen dafür, dass eine Suche nach dem „besten Blondinenwitz aller Zeiten“ kaum noch Witze, dafür aber umso mehr Blogeinträge zu Tage fördert, die wechselseitig aufeinander verweisen.

## Beispiele
- Ein typisches Hoax-Beispiel ist der Good-Times-Hoax, eine angebliche E-Mail, die beim Öffnen die Festplatte löscht. Die Warnung vor diesem „Virus“ verbreitete sich 1994 millionenfach über E-Mail und wurde auch von vielen Zeitungen und Fachinstitutionen veröffentlicht. Die damals vermeintliche Gefahr durch Viren, die sich per E-Mail verbreiten, wurde allerdings erst Jahre später Wirklichkeit, beispielsweise durch Melissa.
- Bekannte Beispiele sind auch eine seit 1999 kursierende angebliche Entscheidung des seit 1932 nicht mehr existierenden OLG Augsburg zur Rückerstattung von Rundfunkgebühren von der GEZ sowie die Bonsai-Katzen oder unter muslimischen Jugendlichen das Rattenmädchen (Cursed Girl).
- Meldungen zum sogenannten Dotwin unterstellten diesem Spionagefunktionen, wobei Informationen über Zuschauer gesammelt würden, die sich an einer Gewinnspielaktion verschiedener deutscher Fernsehsender in den Jahren 2001/2002 beteiligten.
- Haustierverzehr-Lüge über haitianische Immigranten in Springfield (Ohio): Der Präsidentschaftskandidat der Republikanischen Partei Donald Trump behauptete im Rahmen der Präsidentschaftswahl in den Vereinigten Staaten 2024 in der Debatte mit Kamala Harris auf ABC fälschlicherweise, dass in Springfield (Ohio) Migranten aus Haiti (Haitianische Diaspora) die Haustiere der dortigen Einwohner essen würden.[3] In der Folge kam es zu mindestens 33 Bombendrohungen bei Institutionen in dem Ort ein, wie der Gouverneur von Ohio, Mike DeWine berichtete.[4]

## Hoax und Computervirus
Während ein Hoax meist nur erschrecken soll, eignet sich sogenanntes Phishing zum Betrug, indem es den Empfänger der E-Mail auffordert, Anmeldedaten, beispielsweise für das Onlinebanking, per E-Mail oder über eine gefälschte Website bekannt zu machen. Es gibt auch Hoaxes mit „Schadroutinen“, die z. B. den Benutzer auffordern, bestimmte Dateien zu löschen, da es sich um Viren handele (beispielsweise die Dateien SULFNBK.EXE und JDBGMGR.EXE, siehe auch Teddybärenvirus). Da es sich jedoch um eine notwendige Systemdatei unter Windows handelt, schädigt der Benutzer sein eigenes System. Ein bekannter Hoax aus dem Jahr 1999 warnte im Fahrwasser des realen Virus Melissa vor einer neuen Variante namens Tuxissa, die in Wahrheit gar nicht existierte. Die falsche Warnung verbreitete sich lawinenartig.
Im erweiterten Sinn kann ein Hoax auch als Computervirus (bzw. richtiger als Computerwurm) betrachtet werden, das sich durch Social Engineering fortpflanzt, indem es nicht das Computersystem, sondern den Nutzer zu dessen Weiterverbreitung veranlasst.